# Ragnar Sigurðsson
Ragnar Sigurðsson (ur. 19 czerwca 1986 w Reykjavíku) – islandzki piłkarz, który występował na pozycji środkowego obrońcy. Od 2023 roku jest trenerem islandzkiego Fram Reykjavík.
W latach 2007–2020 wielokrotny reprezentant Islandii. Uczestnik Mistrzostw Świata w 2018 roku oraz Mistrzostw Europy w 2016 roku.

## Kariera klubowa
Sigurðsson zawodową karierę rozpoczynał w klubie Fylkir. Debiutował tam w sezonie 2004 i w lidze zagrał wówczas trzy razy. Od początku sezonu 2005 stał się podstawowym graczem Fylkiru. W tamtym sezonie z klubem wywalczył również wicemistrzostwo Islandii. W Fylkirze grał do końca sezonu 2006. W sumie spędził tam trzy lata. W tym czasie rozegrał tam 38 ligowych spotkań i zdobył 2 bramki.
W styczniu 2007 roku podpisał kontrakt ze szwedzkim IFK Göteborg. W pierwszej lidze szwedzkiej zadebiutował 6 kwietnia 2007 w zremisowanym 1:1 meczu z Trelleborgs FF. W sezonie 2007 zdobył z klubem mistrzostwo Szwecji. 6 kwietnia 2008 w wygranym 4:1 pojedynku z Örebro SK strzelił pierwszego gola w trakcie gry w pierwszej lidze szwedzkiej. W sezonie 2008 zdobył z klubem Puchar Szwecji oraz Superpuchar Szwecji.
W 2011 roku przeszedł do FC København. W barwach tego klubu zdobył Puchar Danii w 2012 oraz mistrzostwo Danii w 2013. W 2014 roku został piłkarzem rosyjskiego FK Krasnodar. 23 sierpnia 2016 roku został kupiony przez angielski Fulham, a kwota transferu wyniosła 4,7 miliona euro. Rok później został wypożyczony do Rubinu Kazań. W 2018 roku został piłkarzem FK Rostów, a w 2020 roku powrócił do FC København.
18 stycznia 2021 Sigurðsson został piłkarzem Ruchu Lwów.

## Kariera reprezentacyjna
W reprezentacji Islandii Sigurðsson zadebiutował 22 sierpnia 2007 w zremisowanym 1:1 towarzyskim spotkaniu z Kanadą. Był uczestnikiem eliminacji do Mistrzostw Europy 2008, na które jego reprezentacja nie awansowała. Był powołany do kadry na mecze eliminacyjne Mistrzostw Świata w 2010 roku, a także Euro 2012 i Mistrzostw Świata w 2014 roku, na które Islandczycy się nie zakwalifikowali. W 2016 wystąpił z kadrą Islandii na Euro 2016, gdzie doszedł z nią do ćwierćfinału, a sam zdobył jedną ze zwycięskich bramek przeciwko reprezentacji Anglii w 1/8 finału tego turnieju.

## Statystyki

### Klubowe
| Sezon   | Klub               | Kraj     | Rozgrywki     | Mecze | Bramki | Rozgrywki Europy                     | Mecze | Bramki |
| ------- | ------------------ | -------- | ------------- | ----- | ------ | ------------------------------------ | ----- | ------ |
| 2004    | Fylkir             | Islandia | Úrvalsdeild   | 3     | 0      | –                                    | –     | –      |
| 2005    | Fylkir             | Islandia | Úrvalsdeild   | 17    | 1      | –                                    | –     | –      |
| 2006    | Fylkir             | Islandia | Úrvalsdeild   | 18    | 1      | –                                    | –     | –      |
| 2007    | IFK Göteborg       | Szwecja  | Allsvenskan   | 26    | 0      | –                                    | –     | –      |
| 2008    | IFK Göteborg       | Szwecja  | Allsvenskan   | 29    | 4      | Liga Mistrzów UEFA                   | 3     | 0      |
| 2009    | IFK Göteborg       | Szwecja  | Allsvenskan   | 29    | 4      | Liga Europy UEFA                     | 2     | 0      |
| 2010    | IFK Göteborg       | Szwecja  | Allsvenskan   | 28    | 1      | Liga Europy UEFA                     | 2     | 0      |
| 2011    | IFK Göteborg       | Szwecja  | Allsvenskan   | 13    | 3      | –                                    | –     | –      |
| 2011/12 | FC København       | Dania    | Superligaen   | 24    | 1      | Liga Mistrzów UEFA, Liga Europy UEFA | 9     | 0      |
| 2012/13 | FC København       | Dania    | Superligaen   | 31    | 3      | Liga Europy UEFA                     | 6     | 0      |
| 2013/14 | FC København       | Dania    | Superligaen   | 14    | 0      | Liga Mistrzów UEFA                   | 6     | 0      |
| 2013/14 | FK Krasnodar       | Rosja    | Priemjer-Liga | 6     | 0      | –                                    | –     | –      |
| 2014/15 | FK Krasnodar       | Rosja    | Priemjer-Liga | 26    | 1      | Liga Europy UEFA                     | 11    | 0      |
| 2015/16 | FK Krasnodar       | Rosja    | Priemjer-Liga | 24    | 1      | Liga Europy UEFA                     | 9     | 1      |
| 2016/17 | FK Krasnodar       | Rosja    | Priemjer-Liga | 3     | 0      | –                                    | –     | –      |
| 2016/17 | Fulham             | Anglia   | Championship  | 17    | 1      | –                                    | –     | –      |
| 2017/18 | Rubin Kazań (wyp.) | Rosja    | Priemjer-Liga | 12    | 0      | –                                    | –     | –      |
| 2017/18 | FK Rostów          | Rosja    | Priemjer-Liga | 9     | 0      | –                                    | –     | –      |
| 2018/19 | FK Rostów          | Rosja    | Priemjer-Liga | 27    | 0      | –                                    | –     | –      |
| 2019/20 | FK Rostów          | Rosja    | Priemjer-Liga | 13    | 0      | –                                    | –     | –      |
| 2019/20 | FC København       | Dania    | Superligaen   | 3     | 0      | Liga Europy UEFA                     | 2     | 0      |
| 2020/21 | FC København       | Dania    | Superligaen   | 2     | 0      | Liga Europy UEFA                     | 2     | 0      |
| 2020/21 | Ruch Lwów          | Ukraina  | Premier-liha  |       |        | –                                    | –     | –      |

Stan na: 19 stycznia 2021

### Reprezentacyjne
| Reprezentacja | Rok     | Mecze | Bramki |
| ------------- | ------- | ----- | ------ |
| Islandia      | 2007    | 6     | 0      |
| Islandia      | 2008    | 4     | 0      |
| Islandia      | 2009    | 3     | 0      |
| Islandia      | 2010    | 3     | 0      |
| Islandia      | 2012    | 8     | 0      |
| Islandia      | 2013    | 10    | 0      |
| Islandia      | 2014    | 8     | 1      |
| Islandia      | 2015    | 9     | 0      |
| Islandia      | 2016    | 15    | 2      |
| Islandia      | 2017    | 8     | 0      |
| Islandia      | 2018    | 10    | 0      |
| Islandia      | 2019    | 10    | 2      |
| Islandia      | 2020    | 3     | 0      |
| Ogólnie       | Ogólnie | 97    | 5      |

Stan na: 19 stycznia 2021